# SNHU Arena
Die SNHU Arena (voller Name: Southern New Hampshire University Arena) ist eine Multifunktionsarena in der US-amerikanischen Stadt Manchester im Bundesstaat New Hampshire. Sie war Austragungsort der Heimspiele der Manchester Monarchs, zweier Franchises der American Hockey League und der ECHL. 2016 nutzte auch die New England Liberty aus der Legends Football League (LFL) die Arena.

## Geschichte
Die SNHU Arena war von ihrer Eröffnung bis 2015 die Spielstätte der Manchester Monarchs aus der American Hockey League, ehe das Team umzog und nun ein anderes Franchise unter gleichem Namen aus der ECHL die Arena nutzt. Die Arena wurde ebenfalls regelmäßig von den Manchester Wolves, einem Team der arenafootball2, genutzt. Am 14. Februar 2005 fand in der Arena das AHL All-Star Game zwischen PlanetUSA und den Canadian All-Stars statt. Im Jahr 2005 wurde die Arena außerdem für die Austragung der WWE-Backlash-Wettkämpfe benutzt.
Zudem fanden in der Halle zahlreiche weitere Veranstaltungen wie Konzerte, Sportveranstaltungen (Basketball und Wrestling) statt. Die Basketball-Show der Harlem Globetrotters traten mehrmals in der Arena auf. Des Weiteren gaben zahlreiche Künstler und Bands wie Van Halen, Michael Bublé, Carrie Underwood, Elton John, Linkin Park und Rod Stewart in der Veranstaltungshalle Konzerte.
Am 2. Februar 2016 wurde bekannt, dass die Halle ab dem 1. September des Jahres den Namen SNHU Arena tragen wird. Die Southern New Hampshire University (SNHU) erwarb die Namensrechte, in Zusammenarbeit mit der Betreibergesellschaft SMG, für den Zeitraum von zehn Jahren.

## Galerie

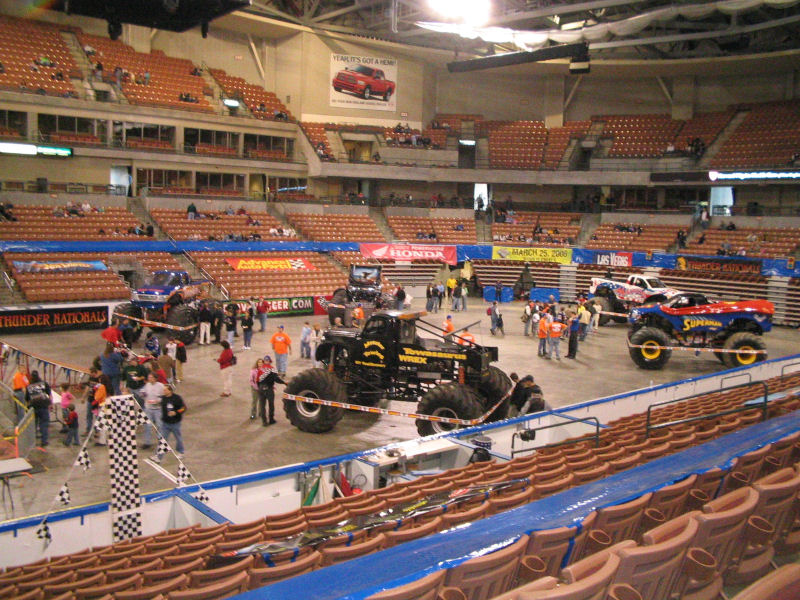
Monstertruck-Rennen
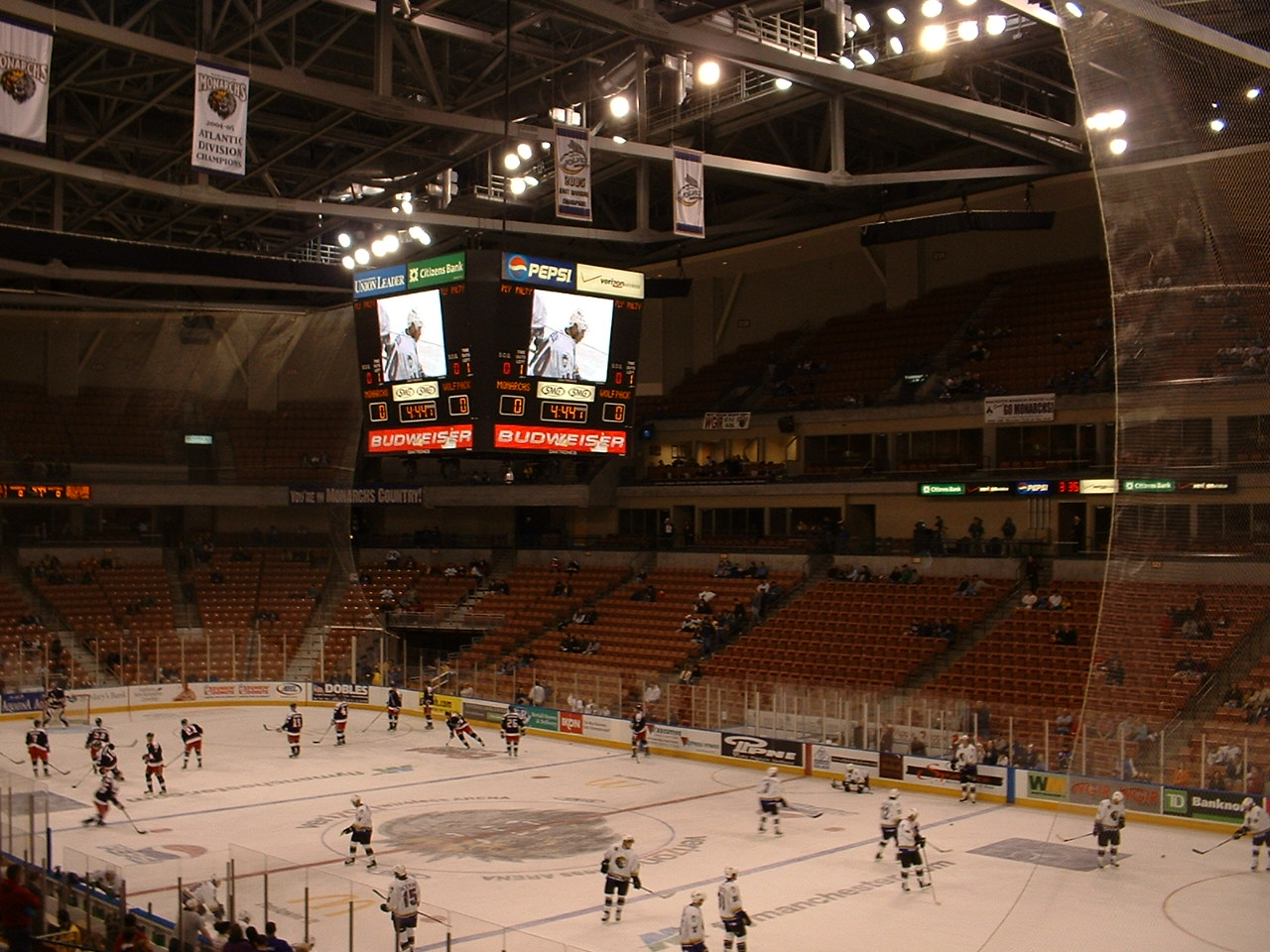
Die Monarchs beim Warm-up
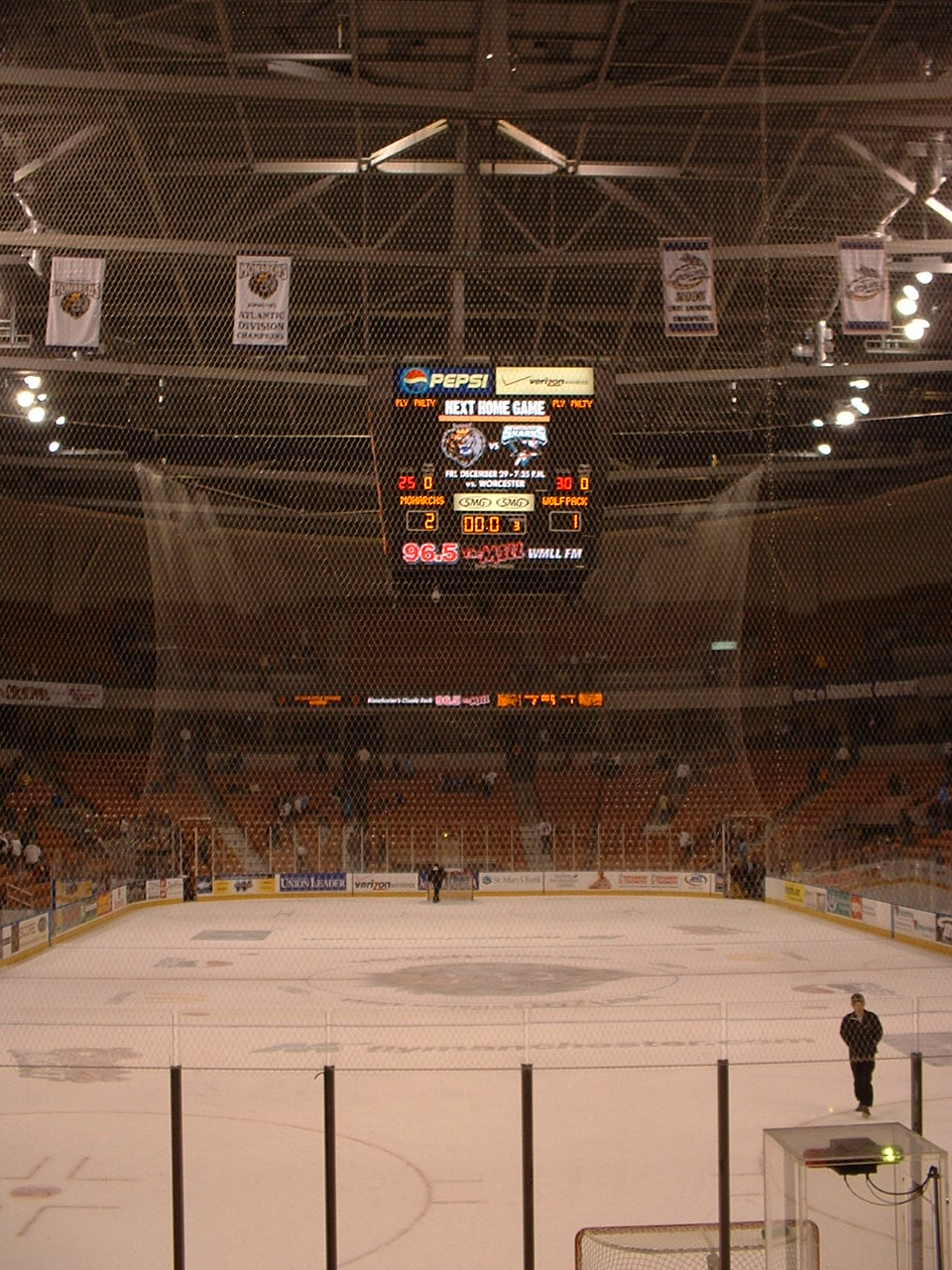
Innenraum-Panorama